# حصن الغويزي
حصن الغويزي أو قصر الغويزي أحد القصور القديمة بمدينة المكلا عاصمة محافظة حضرموت بالجمهورية اليمنية، ويعد تحفة معمارية حيث تم إنشائه على سفح صخر منحن لحماية المدينة من الهجمات البدوية.

## تاريخ

شعار الشركة اليمنية للغاز الطبيعي المسال رسم بداخله حصن الغويزي.

يعد حصن الغويزي أحد الحصون التاريخية الهامة في اليمن، يعود تاريخ إنشائه إلى العام 1716م عندما كان سلاطين إمارة آل كساد يحكمون حضرموت. يقع الحصن في المدخل الشمالي الشرقي لمدينة المكلا، عاصمة حضرموت ويعد مركزا تاريخيا للزوار وتحيط به حديقة عامة.
تشير المصادر التاريخية إلى أن الهدف من إنشائه كان مراقبة الغارات العسكرية، التي كانت تستهدف مدينة المكلا الواقعة على ساحل البحر العربي من اتجاه الشمال، سيما تلك الغارات التي كانت تشنها السلطنة الكثيرية التي اتخذت حينها من مدينة سيئون حاضرة لها،
ثم الغارات التي كانت تشنها السلطنة القعيطية التي كانت تتمركز في مدينة الشحر قبل استيلائها علي مدينة المكلا واتخاذها عاصمة لها وتلك الغارات التي تأتي من الشمال من دوعن وعمد حاضرة دولة مشيخة آل عمودي .

## تكوينات الحصن
يتكون الحصن من طابقين، الطابق الأول به عدة حجرات، وعلى جدرانه الخارجية نوافذ عدة منشورية الشكل من جميع الاتجاهات فيما الطابق الثاني يتميز بنوافذه الواسعة، أما سطح الحصن فإنه محاط بحاجز يصل ارتفاعه إلى 1.5 متر من مستوى السطح, ويتم الصعود إلي الحصن عبر سلالم مرصوفة بمواد البناء المحلية شغلت بالطابع التقليدي، فيما أساس الأرضية مبني بالأحجار المهندمة أما بقية الحصن فقد بني باللبن المخلوط بالتبن، وسقف بجذوع النخيل، كما تم مؤخراً طلاء جدرانه الخارجية بمادة الجص الأبيض.

## المصير المجهول
رغم أن العديد من الآثاريين حذر من النهاية السيئة وراء ترك حصن الغويزي مهملاً، إلا أن تحركات جدية من قبل الهيئة العامة للآثار لم تتمكن من رصد ميزانية كافية للبدء بأعمال الترميمات لهذا الحصن، الذي تحول إلى سكن للطيور، وانعدمت الفائدة منه، على الرغم من أن الهيئة إذا ما قامت بترميمه، فإنه يمكن أن يتحول إلى مكان جذب سياحي هام يدر دخلاً كبيراً لصالح تحسين المحافظة، التي تحتاج للكثير من المال لتحسين المواقع السياحية الجميلة المعرضة للدمار.
المشكلة التي يواجهها حصن الغويزي الأثري هذه الأيام المباني العشوائية، التي صارت تحيط به كمن يحيط السوار بالمعصم، إذ أن العديد من المنازل الحديثة، المبنية على الطريقة الحديثة صارت تزحف بإتجاه قضم المساحة القريبة من الحصن، وصارت تهدد موقعه الحالي، حيث يخشى البعض من أن تتمكن حمى الإستثمارات السياحية من هدم الحصن تحت مبررات عديدة أهمها موقعه الهام المطل على مدينة المكلا، بهدف استغلال موقعه لبناء فندق أو شاليه سياحي حديث.
ويسعى أنصار التراث في الوقت الحاضر للدفاع عن حصن الغويزي، وهو في نفس الوقت دفاع عن الأصالة التي بدأت تزحف إليها كتل الأسمنت المسلحة، التي باتت تحاصر المواقع الأثرية في كل مكان في اليمن، وذلك عن طريق تشكيل جمعيات أصدقاء حماية التراث ليس في حضرموت فقط، بل وفي كل بقعة تصل إليها كتل الأسمنت في طول البلاد وعرضها.

## صور

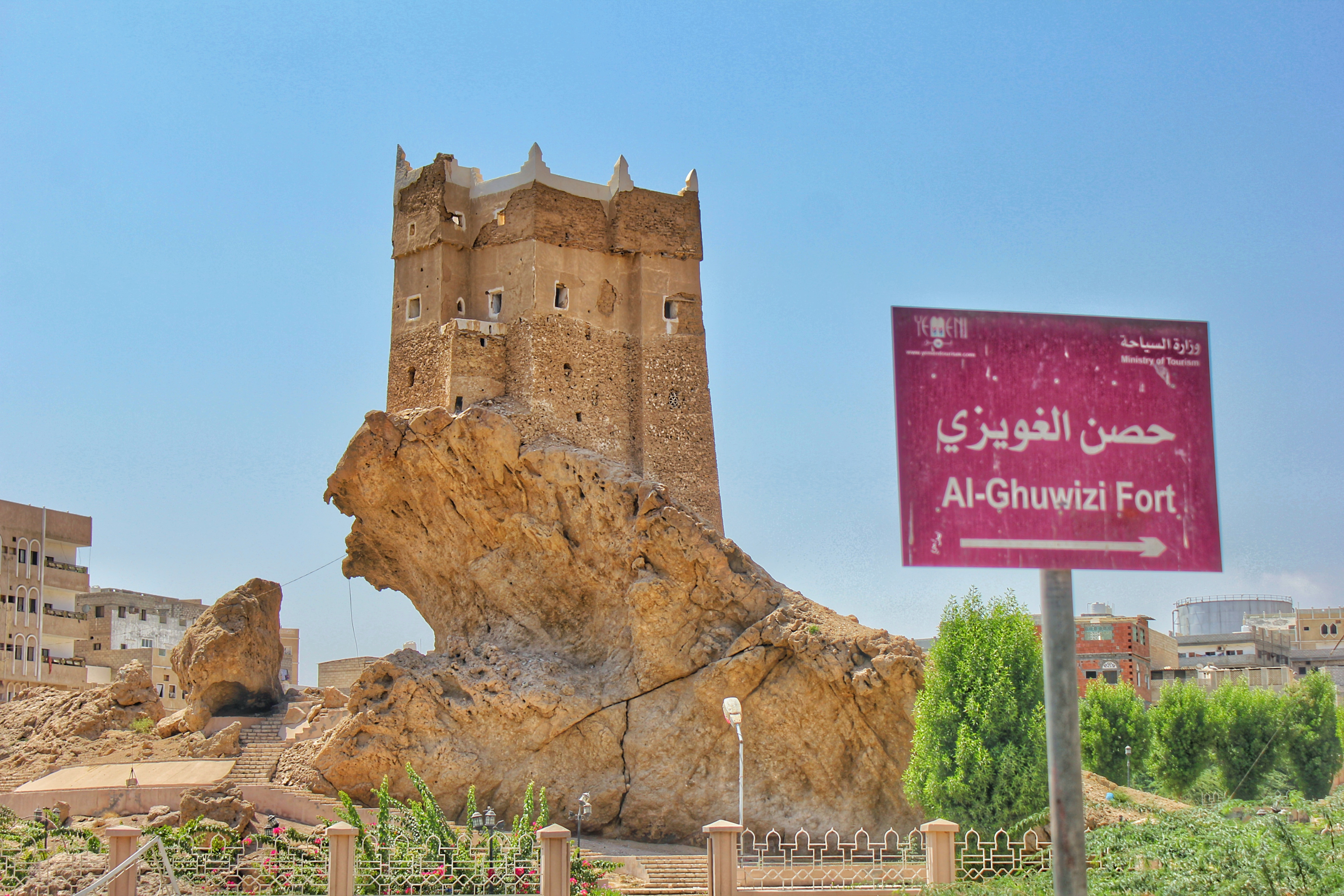
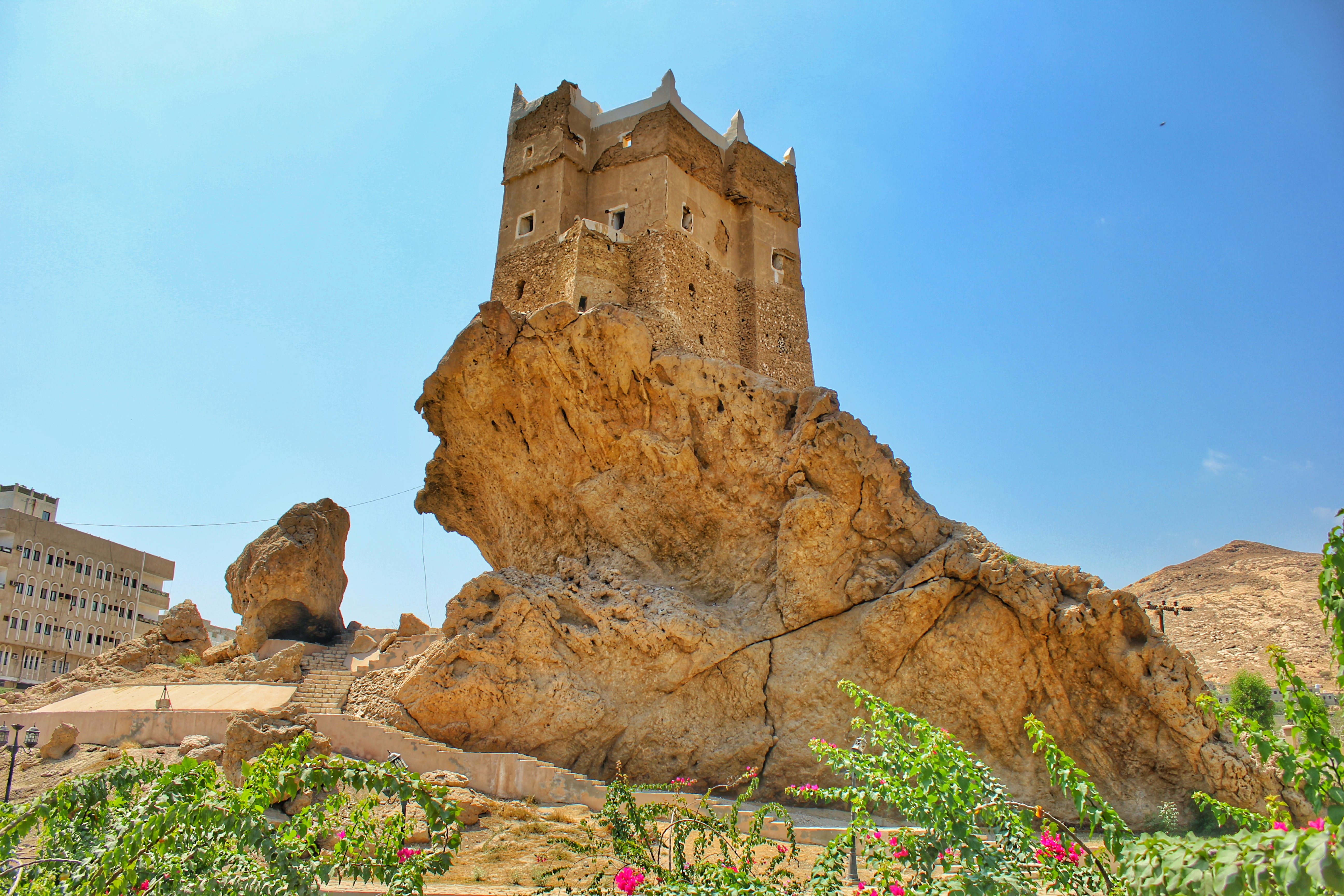